# Harry Hayes
Juan Enrique Hayes, conosciuto come Harry Hayes (Rosario, 20 gennaio 1891 – Rosario, 25 luglio 1976), è stato un calciatore argentino, di ruolo attaccante.

## Caratteristiche tecniche
Giocava come centravanti.

## Palmarès

### Club

#### Competizioni nazionali
- Copa Intendente Nicasio Vila: 7

Rosario Central: 1908, 1914, 1915, 1916, 1917, 1919, 1923
- Concurso por Eliminación: 1

Rosario Central: 1913
- Copa Ibarguren: 1

Rosario Central: 1915
- Copa de Honor Municipalidad de Buenos Aires: 1

Rosario Central: 1916
- Copa de Competencia Jockey Club: 1

Rosario Central: 1916
- Copa de Competencia Asociación Amateurs: 1

Rosario Central: 1920